# Snakehead
Snakehead is een roman van de Engelse schrijver Anthony Horowitz, uitgegeven door Walker books in Engeland. Bij Uitgeverij Clavis verscheen in maart 2008 een Nederlandse vertaling.

## De naam
De naam Snakehead is afgeleid uit het Engels en betekent Slangenhoofd. In het Latijn klinkt het als Snocaput.

## Verhaal
Het verhaal begint waar Ark Angel eindigde. Alex Rider valt met zijn ruimtecapsule in de Grote Oceaan en wordt opgepikt door de USS Kitty Hawk. Een soort ziekenhuis op zee, waar hij herstelt van zijn reis naar de ruimte. Hij reist vervolgens naar een militaire basis in handen van de Australische SAS en gaat zelfs barbecueën met een paar Soldaten. Dan raakt hij tijdens het hout zoeken ineens bedolven in een oorlogszone. Hij weet net te ontsnappen. De baas van de Australische geheime dienst ASIS Ethan Brooke vertelt dat het de bedoeling was dat hij in de oorlogszone kwam en dat het een test was voor zijn moed en uithoudingsvermogen. Hij wilde zijn agenten laten zien dat Alex net zo stoer is als zijn reputatie doet vermoeden.
Ondertussen krijgt de criminele organisatie Scorpia de opdracht om acht bekende mensen te doden. Ze doen de G8 na op een eiland voor de kust van Australië. Ze willen dat doen met behulp van een bom (die zij nog niet bezitten). Het moet er als een ongeluk uitzien. Scorpia bestuurslid Winston Yu, het hoofd van een machtige Aziatische bende genaamd Snakehead, wordt belast met de taak. Twee dagen later breken twee agenten van Scorpia in bij het Engelse ministerie van Buitenlandse Zaken en stelen de bom 'Royal Blue'. Ethan Brooke, hoofd van ASIS (Australian Secret Intelligence Service), dwingt Alex om mee te helpen door hem te koppelen aan Ash; de peetvader van Alex en Agent van de ASIS.
Alex reist naar Bangkok, waar Ash hem het plan uitlegt. Hij en Alex nemen de identiteit van Afghaanse vluchtelingen aan die hebben betaald voordat Snakehead hen Australië binnensmokkelt. Ze krijgen vermommingen en worden gezonden naar een gebied in Bangkok om contact van Snakehead af te wachten.
Alex moet eerst nog een bokswedstrijd spelen. Hij wint maar het huis waar ze de bokswedstrijd deden schoot in brand door een onbekende groep.
De Snakehead is nog steeds bereid om Ash en Alex mee te nemen naar Australië. Via Indonesië komen ze uiteindelijk aan in een vrachtschip, genaamd 'Liberiaanse Star'. Ze worden gescheiden en worden ingeladen in containers. Met behulp van een ontplofbare munt weet Alex te ontsnappen en verkent het schip. Hij vindt uiteindelijk 'Royal Blue' en ziet hoe majoor Yu zijn Vingerafdruk in het systeem zet. Als Yu is verdwenen probeert Alex hetzelfde, wat hem ook lukte. Alex' vingerafdrukken staan in het systeem en hij is de enige die hem kan activeren. Met een andere munt weet Alex uit het schip te ontsnappen. Hierna blijkt dat Ash gekidnapt is en Alex geeft zich over.
Alex is gevangengenomen door Yu en An hij wordt verzonden naar een kliniek waar zijn lichaamsdelen uit hem zullen worden gehaald en verkocht op de zwarte markt. Met zijn laatste munt ontsnapt hij en na lang Kajakken wordt hij opgepikt door MI-6.
Samen met een paar soldaten van de SAS vallen ze het boordeiland binnen waar Yu de bom tot ontploffing wilde brengen. Als Alex daar Ash zwaargewond tegenkomt verteld Ash dat hij Alex' vader en moeder heeft gedood en naar Scorpia ging. Veel tijd om het te verwerken heeft Alex niet want hij moet de bom onschadelijk maken. Als dat uiteindelijk heeft is gelukt, gaat Alex weer terug naar Australië en wordt daar opgewacht door Jack Starbright, zijn voogd. Als ze later weer in Engeland zijn, vertelt Jack dat er iemand komt eten. Sabina Pleasure, Alex' vriendin die na het boek Eagle Strike in San Francisco is gaan wonen.